# Кайрате
Кайра̀те (на италиански: Cairate; на ломбардски: Cairàa, Кайраа) е градче и община в Северна Италия, провинция Варезе, регион Ломбардия. Разположено е на 276 m надморска височина. Населението на общината е 7769 души (към 2017 г.).